# Strongheart
Strongheart (1 de outubro de 1917 - 24 de junho de 1929) era o nome artístico usado por "Etzel von Oeringen", um pastor-alemão macho que se tornou uma das primeiras estrelas caninas do cinema. 
Depois de ser treinado na Alemanha como um cão policial, ele foi levado para os Estados Unidos pelo casal de cineastas Laurence Trimble e Jane Murfin, que já haviam trabalhado com sucesso com "Jean", um cão dos  Estúdios Vitagraph. Ele apareceu em vários filmes, incluindo uma adaptação 1925 de Caninos Brancos. Alguns desses filmes fizeram muito sucesso, contribuindo para a promoção da raça pastor-alemão. Strongheart e sua companheira "Lady Jule", tiveram muitos filhotes e sua linhagem sobrevive até os dias atuais.
Celebridade popular em sua época, Strongheart pavimentou o caminho para o ainda mais famoso — e mais lembrado — Rin Tin Tin.